# Євро-4

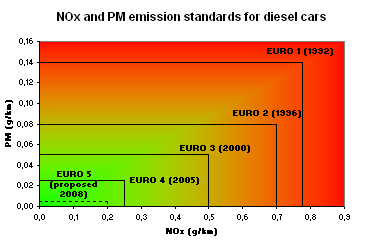
На малюнку показані обмеження які накладаються різними версіями стандарту Євро-х на дизельні автомобілі.

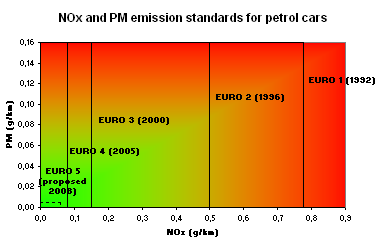
На малюнку показані обмеження які накладаються різними версіями стандарту Євро-х на бензинові автомобілі. До введення стандарту Євро-5 викиди сажі не враховувалися.

Євро 4 — екологічний стандарт, що регулює вміст шкідливих речовин в вихлопних газах. 
Введено в Євросоюзі в 2005 році. У 2009 році набрав чинності новий стандарт — Євро-5. 